# Pekka Lehtinen
Pekka T. Lehtinen (1938 –) finn arachnológus, a turkui egyetem emeritált professzora. Elsősorban a karolópókfélék (Thomisidae), a csupaszpókfélék (Scytodidae) és a polinéziai ízeltlábúak taxonómiájával foglalkozik, valamint a finnországi atkák biodiverzitását és taxonómiáját tanulmányozta. Zoológiai szakmunkákban nevének rövidítése: „Lehtinen”.
Ő fedezte fel és írta le az alábbi pók- és atka-taxonokat:
| Afroblemma       |  | Anansia     |  | Andoharano  |  | Astavakra  |  | Caraimatta  |
| Carpathonesticus |  | Daramulunia |  | Gandanameno |  | Gunasekara |  | Kukulcania  |
| Lamania          |  | Maijana     |  | Mariblemma  |  | Micromatta |  | Neothyridae |
| Nesticella       |  | Polenecia   |  | Pritha      |  | Purumitra  |  | Rhinoblemma |
| Shearella        |  | Singalangia |  | Sulaimania  |  | Tangaroa   |  |             |
| Wajane           |  | Zaitunia    |  |             |  |            |  |             |

## Fordítás
- Ez a szócikk részben vagy egészben  a   Pekka T. Lehtinen című angol Wikipédia-szócikk fordításán alapul.  Az eredeti cikk szerkesztőit annak laptörténete sorolja fel. Ez a jelzés csupán a megfogalmazás eredetét és a szerzői jogokat jelzi, nem szolgál a cikkben szereplő információk forrásmegjelöléseként.